# Saint-Thurin
Saint-Thurin foi uma comuna francesa na região administrativa de Auvérnia-Ródano-Alpes, no departamento de Loire. Estendia-se por uma área de 7,35 km². Em 2010 a comuna tinha 194 habitantes (densidade: 26,4 hab./km²).
Em 1 de janeiro de 2019, passou a formar parte da nova comuna de Vêtre-sur-Anzon.